# BootX
BootX è il boot loader usato sui computer Macintosh prodotti dalla Apple e serve per caricare il sistema operativo macOS. BootX trova il kernel e i driver necessari per avviare il sistema, li carica nella memoria e lancia il kernel.
BootX è anche il nome del bootloader grafico che avvia un'applicazione o un'estensione di Mac OS che permette ai computer pre-iMac/Old World di usare Linux.